# Estela García
Estela García Villalta (ur. 20 marca 1989 w Vilanova i la Geltrú) – hiszpańska lekkoatletka.
W 2010 została brązową medalistką mistrzostw iberoamerykańskich w sztafecie 4 × 100 m.
W 2013 zdobyła srebrny medal igrzysk śródziemnomorskich w biegu na 100 m.
Uczestniczka igrzysk olimpijskich w Rio de Janeiro (2016), w których odpadła po eliminacjach biegu na 200 metrów.
Mistrzyni Hiszpanii na 100 m z 2013 i 2014, 200 m z 2013 i w sztafecie 4 × 100 m z 2013 i 2014 oraz wicemistrzyni kraju na 100 m i w sztafecie 4 × 100 m z 2015 roku. Halowa mistrzyni Hiszpanii na 60 m z 2013 roku i 200 m z 2009, 2011, 2013, 2014 i 2015 oraz wicemistrzyni na 200 m z 2008 roku i 60 m z 2015. Reprezentantka klubu Valencia Terra i Mar trenowana przez Luisa Sevillano. Wcześniej reprezentowała Benacantil Puerto de Alicante (2007-2009) i La Santinę (2005-2006).
Rekordy życiowe:
- 60 m (hala) – 7,32 s (Madryt, 8 lutego 2019)
- 100 m – 11,41 s (Gijón, 23 lipca 2016), rekord Katalonii[21]
- 200 m – 23,11 s (Tarragona, 29 czerwca 2018)  23,04 s (22 lipca 2017, Barcelona)
- 200 m (hala) – 23,73 s (Val-de-Reuil, 27 stycznia 2018), rekord Katalonii[22]

Była też członkinią sztafety 4 × 100 m, która ustanowiła rekord Hiszpanii z czasem 43,45 s (Barcelona, 1 sierpnia 2010)